# Svavelmätare
Svavelmätare (Rhodometra sacraria) är en fjärilsart som beskrevs av Carl von Linné 1767. Svavelmätare ingår i släktet Rhodometra och familjen mätare, Geometridae. Arten förekommer tillfälligt i Sverige som migrant, men reproduktion har inte konstaterats. Inga underarter finns listade i Catalogue of Life.

## Bildgalleri

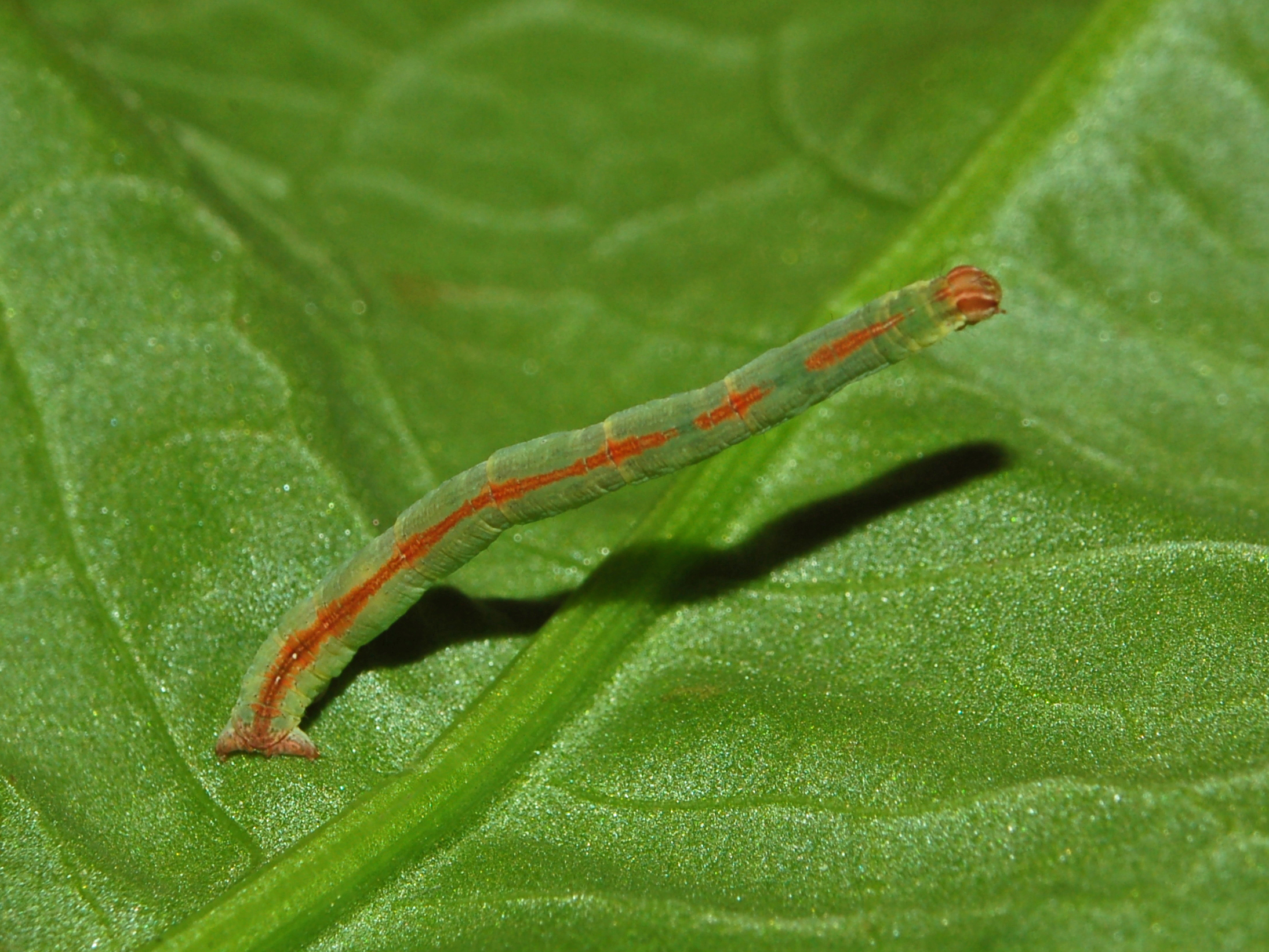
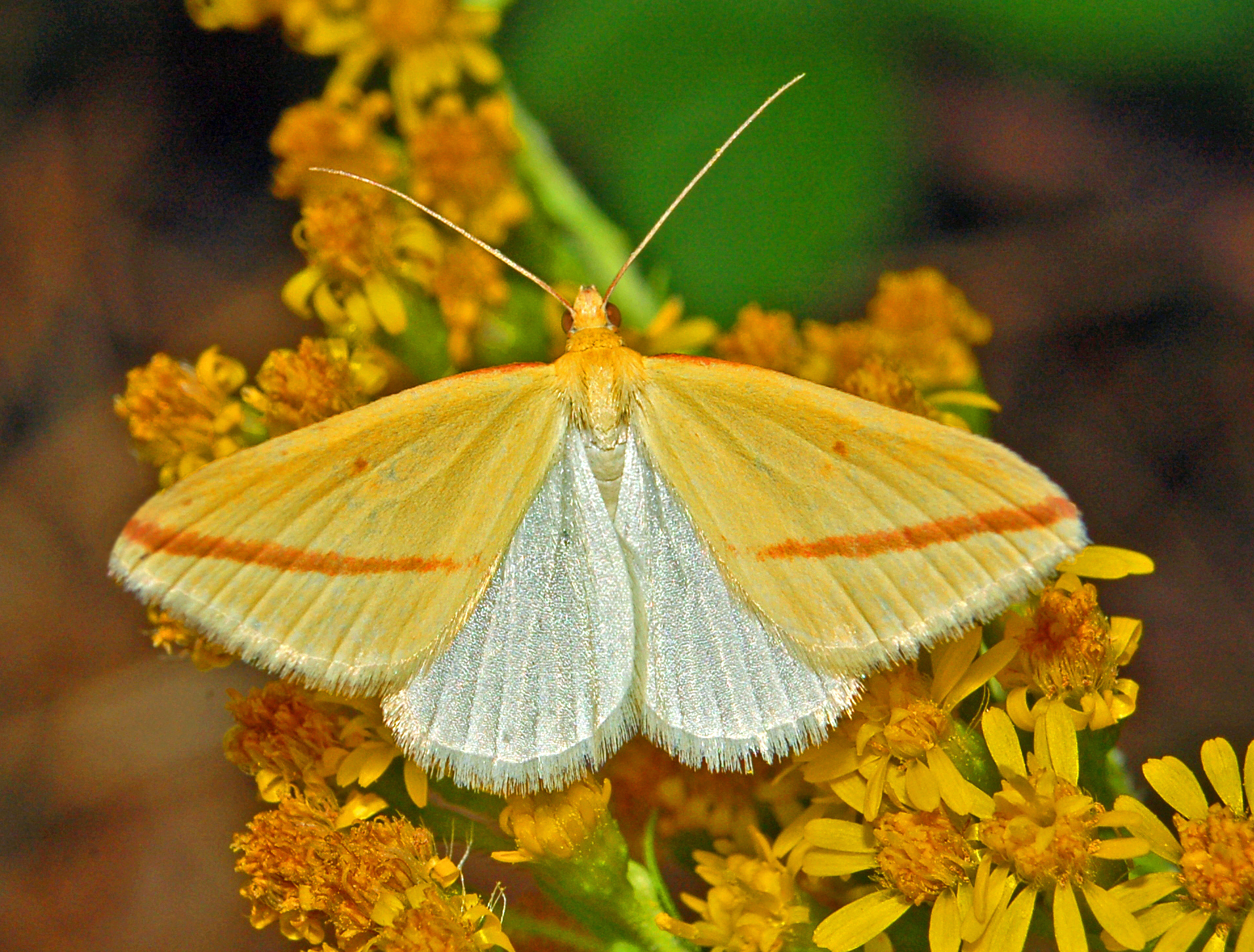
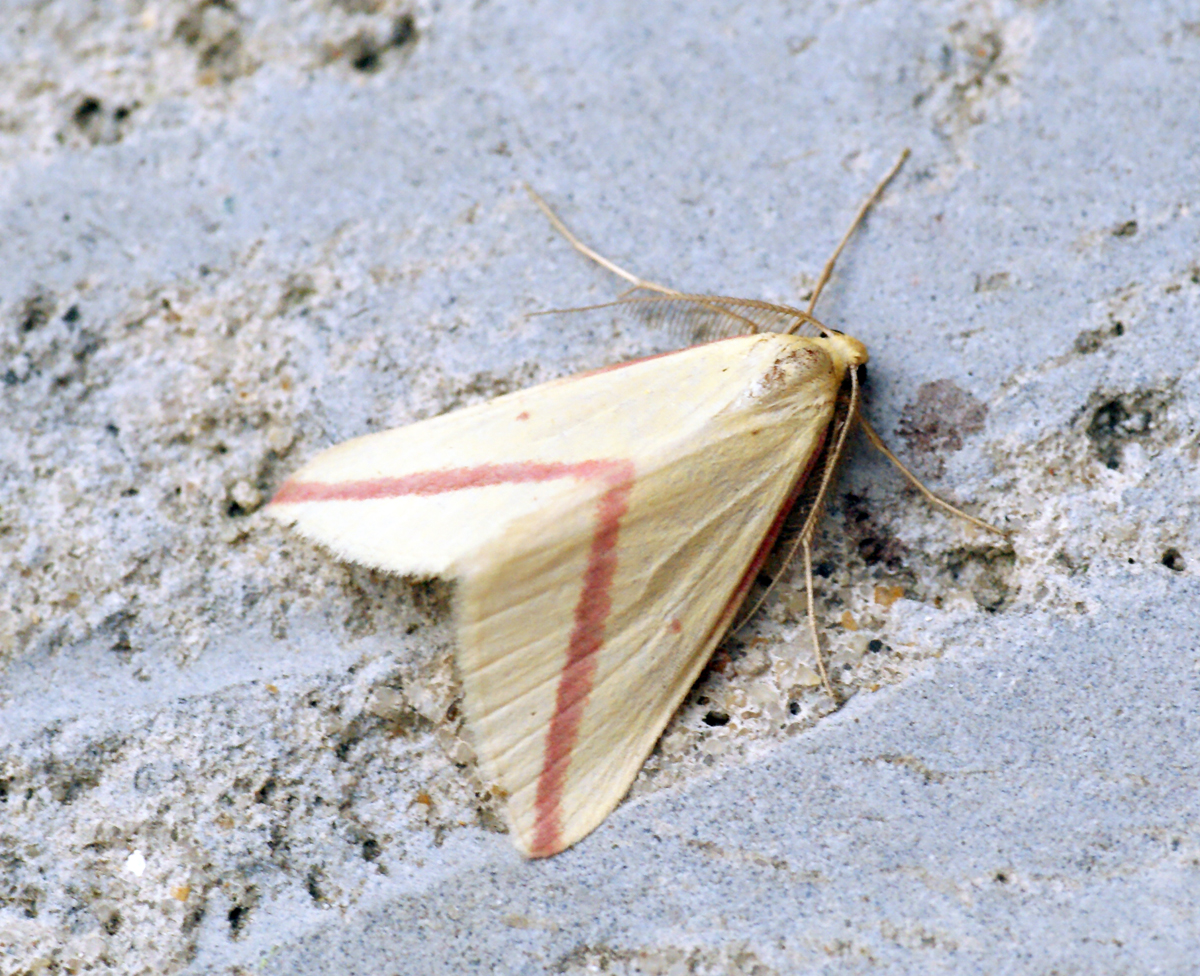